# Elaine Marshall

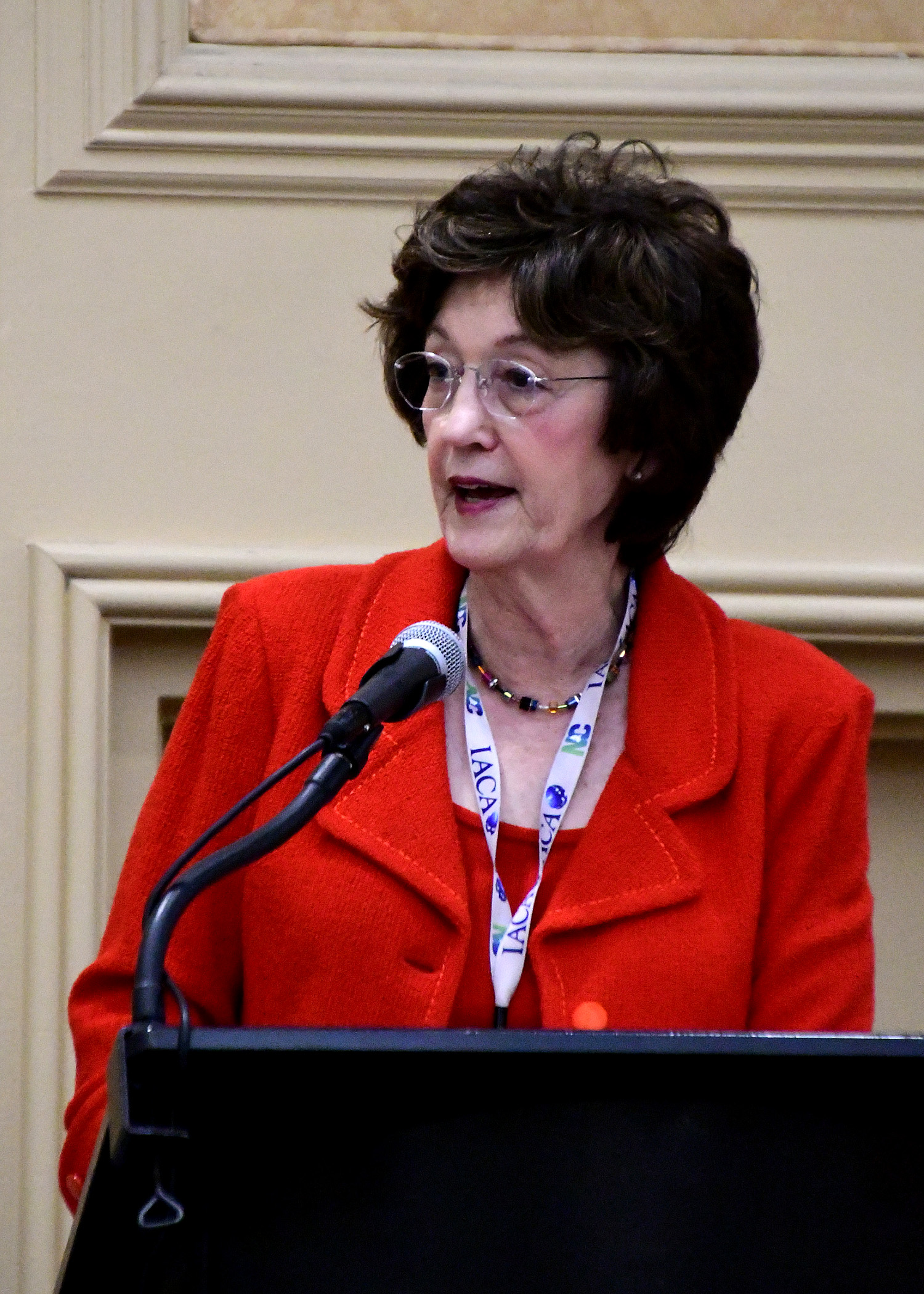
Elaine Marshall, 2018

Elaine F. Marshall (* 18. November 1945 in Lineboro, Carroll County, Maryland) ist eine US-amerikanische Politikerin und die amtierende Staatssekretärin (Secretary of State) des Bundesstaates North Carolina. Sie ist die erste Frau, die in dieses Amt gewählt wurde, und auch die erste Frau, die je in North Carolina in ein exekutives staatliches Amt gewählt wurde.

## Ausbildung
Marshall studierte von 1964 bis 1968 Textiltechnik an der University of Maryland und graduierte als Bachelor of Science. Während ihrer Studienjahre arbeitete sie während der Sommer als Campingleiter für die Maryland 4-H Foundation. Sie unterrichtete nach ihrem Abschluss ein Jahr im öffentlichen Schulsystem des Lenoir County in North Carolina und betrieb anschließend fünf Jahre lang einen Bücher- und Geschenkeladen, bevor sie wieder als Lehrkraft am Lenoir Community College und dem Johnston Technical Community College zu arbeiten anfing. Zur selben Zeit war sie bei den Young Democrats of America, der Jugendorganisation der Demokraten aktiv.
Sie entschied sich, Jura an der Norman Adrian Wiggins School of Law der Campbell University zu studieren und erhielt 1981 ihren Juris Doctor. Danach stieg sie 1985 zum Partner in einer Kanzlei in Lillington auf und wurde 1991 Vorsitzende der Demokraten im Harnett County.

## Politische Karriere
Elaine Marshall wurde 1992 erstmals als Mitglied des Senats von North Carolina in ein öffentliches Amt gewählt und repräsentierte den 15. Distrikt. Sie stellte sich gegen den Republikaner und früheren Stock-Car-Fahrer Richard Petty zur Wahl um das Amt des Staatssekretärs. Im Januar 1997 wurde sie als erste Frau in ein regierendes Amt des Staates gewählt. Marshall wurde 2000 und 2004 und 2008 wiedergewählt.
Marshall bewarb sich 2002 erstmals um ein Mandat im US-Senat, verlor aber in der demokratischen Primary gegen ihren Parteikollegen Erskine Bowles. 2010 wurde sie dann von ihrer Partei gegen Staatssenator Cal Cunningham für die Senatswahl nominiert, doch sie unterlag dem republikanischen Amtsinhaber Richard Burr mit 43:54 Prozent der Stimmen.
Sie war zweimal verheiratet, zunächst mit Solomon Marshall und danach mit Bill Holdford (2001–2009), die beide an Krebs starben. Sie hat keine eigenen Kinder, jedoch fünf Stiefkinder.